# Soda Springs (comté de Nevada, Californie)
Soda Springs est une census-designated place du comté de Nevada dans l'État de Californie aux États-Unis.